# 真如区
真如区（しんじょ-く）は中華人民共和国上海市にかつて存在した区。現在の普陀区の一部に相当する。

## 歴史
1927年（民国16年）に設置された。1956年に竜華区及び新涇区と統合され西郊区に改編された。